# Governo militare della Repubblica di Cina
Il governo militare della Repubblica di Cina, chiamato anche governo militare dello Hubei, fu il governo militare ribelle che s'insediò a Wuchang (Hubei), dal giorno immediatamente seguente all'insurrezione. Tale governo portò avanti la nuova guerra civile scoppiata nell'Impero Qing e fu guidato da Li Yuanhong, rivoluzionario di idee democratiche e repubblicane, membro del Tongmenghui, fondato e facente capo al dottor Sun Yat-sen. Il governo cessò di esistere il 1º gennaio 1912 quando fu proclamata la Repubblica di Cina con Sun primo presidente e s'insediò il governo provvisorio.

## Fondazione
Il 10 ottobre 1911, sotto la guida della Cina Tongmenghui  i rivoluzionari lanciarono la rivolta di Wuchang, e Wuchan; Hanyang e Hankou furono successivamente restaurati. La mattina dell'11 ottobre, i rivoluzionari si erano riuniti presso l'Ufficio consultivo di Yuemachang per un incontro e decisero di stabilire il regime rivoluzionario di Hubei. Al fine di consolidare ed espandere la vittoria della rivoluzione e portare avanti la rivoluzione, i rivoluzionari e i soldati insorti invitarono Tang Hualong, l'ex presidente dell'Ufficio consultivo provinciale e una figura importante nella fazione costituzionalista, e i vicepresidenti Zhang Guorong, Xia Shoukang e i tiranni locali perteciparono all'incontro, Tang Hualong era capo degli affari civili. Il governo militare Hubei fu ufficialmente istituito quel pomeriggio. Il governo militare di Hubei, noto anche come comandante in capo dell'esercito di Hubei, fu il primo regime regionale stabilito dalla Rivoluzione Xinhai.
Quando l'esercito ribelle si preparò a formare un governo militare, i principali leader del partito rivoluzionario non erano a Wuchang. Gli iniziatori della rivolta, Xiong Bingkun, Wu Zhaolin, Cai Jimin e altri pensavano di essere inesperti e avevano difficoltà a convincere il popolo. Li Yuanhong era originariamente la 21a Associazione Mista della Nuova Armata Hubei, e si oppose ferocemente alla rivoluzione. All'inizio della rivolta, uccisero i soldati rivoluzionari. I rivoluzionari non si rendevano conto dell'importanza del proprio potere, insieme al fatto che il costituzionalista Tang Hualong e altri sostenevano fermamente che le figure del vecchio stile sarebbero state al potere per la comodità del profitto in futuro, quindi eleggono Li Yuanhong come il governatore. Cambiando l'edificio del consiglio provinciale di Hubei, nell'ufficio del governatore e in conformità con i principi e lo spirito della "Strategia rivoluzionaria" compilata da Sun Yat-sen, annuncia l'abolizione del nome dell'era Xuantong della dinastia Qing, cambiando il nome del paese in Repubblica della Cina.